# Мало Накло
Мало Накло (словен. Malo Naklo) — поселення в общині Накло, Горенський регіон, Словенія. Висота над рівнем моря: 407,3 м.